# Todd Bodine
Todd Bodine, född 27 februari 1964 i Chemung i New York, är en amerikansk racerförare. Han är mest berömd för att ha vunnit Nascar:s Truckserie 2006. Bodines bägge äldre bröder (Geoff och Brett) har också tävlat i NASCAR.

## Racingkarriär
Bodine gjorde sin debut i Nascar Busch Series 1986, och i den serien körde han i många år utan vinster, tills han vann på Dover International Speedway säsongen 1991. Debuten i Nascar Winston Cup kom 1992 på Watkins Glen. Han tog sin bästa placering i Winston Cup säsongen 1994 med en tjugondeplats. Han lyckades aldrig vinna något race i cupserien, men tog fem pole positioner under sin karriär där. Han blev även tvåa i Busch Series säsongen 1997, och han var mångfaldig vinnare där. Från och med säsongen 2004 satsade Bodine huvudsakligen på truckserien, vilket gav honom två segrar i rad under debutsäsongen, och även titeln säsongen 2006. Han lyckades inte vinna mästerskapet de kommande åren, men var hela tiden en av seriens toppförare.

## Lag
Nascar Sprint Cup Series
- 1992,1997 – Team 34 (34)
- 1993–1995 – Butch Mock Motorsports (75)
- 1996–1997 – Geoff Bodine Racing (7)
- 1996 – Elliott Hardy Racing (94)
- 1996 – David Blair Motorsports (27)
- 1996 – Andy Petree Racing (33)
- 1997, 2000 – Hendrick Motorsports (5 25)
- 1997 – American Equipment Racing (96)
- 1998 – ISM Racing (35)
- 1998, 2000 – LJ Racing (91)
- 1999 – Eel River Racing (30)
- 2000 – Cicci-Welliver Racing (34)
- 2001–2002 – Haas-Carter Motorsports (26 46 66)
- 2003 – BelCar Racing (54)
- 2004 – Mach 1 Racing (98)
- 2004 – R&J Racing (37)
- 2004 – Arnold Motorsports (50)
- 2005–2007 – Morgan McClure Motorsports (4)
- 2009, 2011 – Germain Racing (35 60)
- 2009–2010 – Gunselman Motorsports (64)
- 2010 – Kirk Shelmerdine Racing (27)
- 2011 – Phil Parsons Racing (66)